# Анатоль фон Бредов
Граф Анатоль Август Фрідріх Альбрехт фон Бредов (нім. Anatol August Friedrich Albrecht Graf von Bredow; 7 січня 1859, Потсдам — 22 березня 1941) — німецький воєначальник, генерал кінноти. Кавалер ордена Pour le Mérite.

## Біографія
Представник давнього дворянського роду. Після завершення кадетського корпусу 14 квітня 1877 вступив в 2-й Ганноверський драгунський полк №16 в Люнебурзі, з 1 липня 1882 року — полковий ад'ютант. З 2 липня 1886 року — ад'ютант 3-ї кавалерійської бригади в Штеттіні. 22 березня 1889 року переведений в 1-й гвардійський драгунський полк «Королева Великої Британії та Ірландії Вікторія» в Берліні, а незабаром після цього 1 квітня 1889 року був призначений в Генштаб. 24 березня 1890 року переведений в Генштаб Гвардійського корпусу. В 1892 році очолив ескадрон 1-го Бранденбурзького драгунського полку № 2 в Шведті. В 1894 році переведений у Великий Генштаб. 15 червня 1896 року направлений на службу до принца Фрідріха Леопольда. В жовтні 1896 року призначений першим офіцером Генштабу 17-ї дивізії. В 1898 році повернувся у Великий Генштаб. 4 листопада 1899 року представляв повноважного представника в Лондонській легації. З 17 серпня 1900 по 12 лютого 1902 року — військовий аташе в Лондоні. 13 лютого 1902 року повернувся у Великий Генштаб, а 22 березня був призначений командиром 1-го великокнязівського Мекленбурзького драгунського полку №17. З 22 березня 1907 року — командир 33-ї кавалерійської бригади. 19 квітня 1910 року вийшов на пенсію.
З початком Першої світової війни Бредов був відновлений на службі і призначений заступником командира 8-ї піхотної бригади. З 7 серпня 1914 року — командир головного резерву Позена. З 26 травня 1915 року — командир дивізії ландверу «Бредов», яка вийшла з головного резерву Позена і воювала на Східному фронті. 23 липня 1915 року вона була перейменована на 18-ту дивізію ландверу. З 4 вересня 1917 року — командир 3-го резервного корпусу. 24 лютого 1919 року остаточно пішов на пенсію.

## Нагороди
- Столітня медаль
- Орден Червоного орла 3-го класу з бантом
- Орден Корони (Пруссія) 2-го класу
- Хрест «За вислугу років» (Пруссія)
- Орден Грифа, командорський хрест
- Орден Леопольда I, офіцерський хрест (Бельгія)
- Орден «За військові заслуги» (Болгарія), командорський хрест
- Залізний хрест 2-го і 1-го класу
- Королівський орден дому Гогенцоллернів, лицарський хрест з мечами
- Pour le Mérite (23 липня 1915)
- Почесний хрест ветерана війни з мечами
- 27 серпня 1939 року з нагоди 25-ї річниці Танненберзької битви підвищений до генерала кінноти запасу як герой Першої світової війни.